# Aulus Volusi Saturní
Aulus Volusi Saturní (llatí: Aulus Volusius Saturninus) va ser un magistrat romà del segle i.
Va ser nomenat cònsol l'any 87 juntament amb l'emperador Domicià. L'esmenten els Fasti.